# Nennhausen

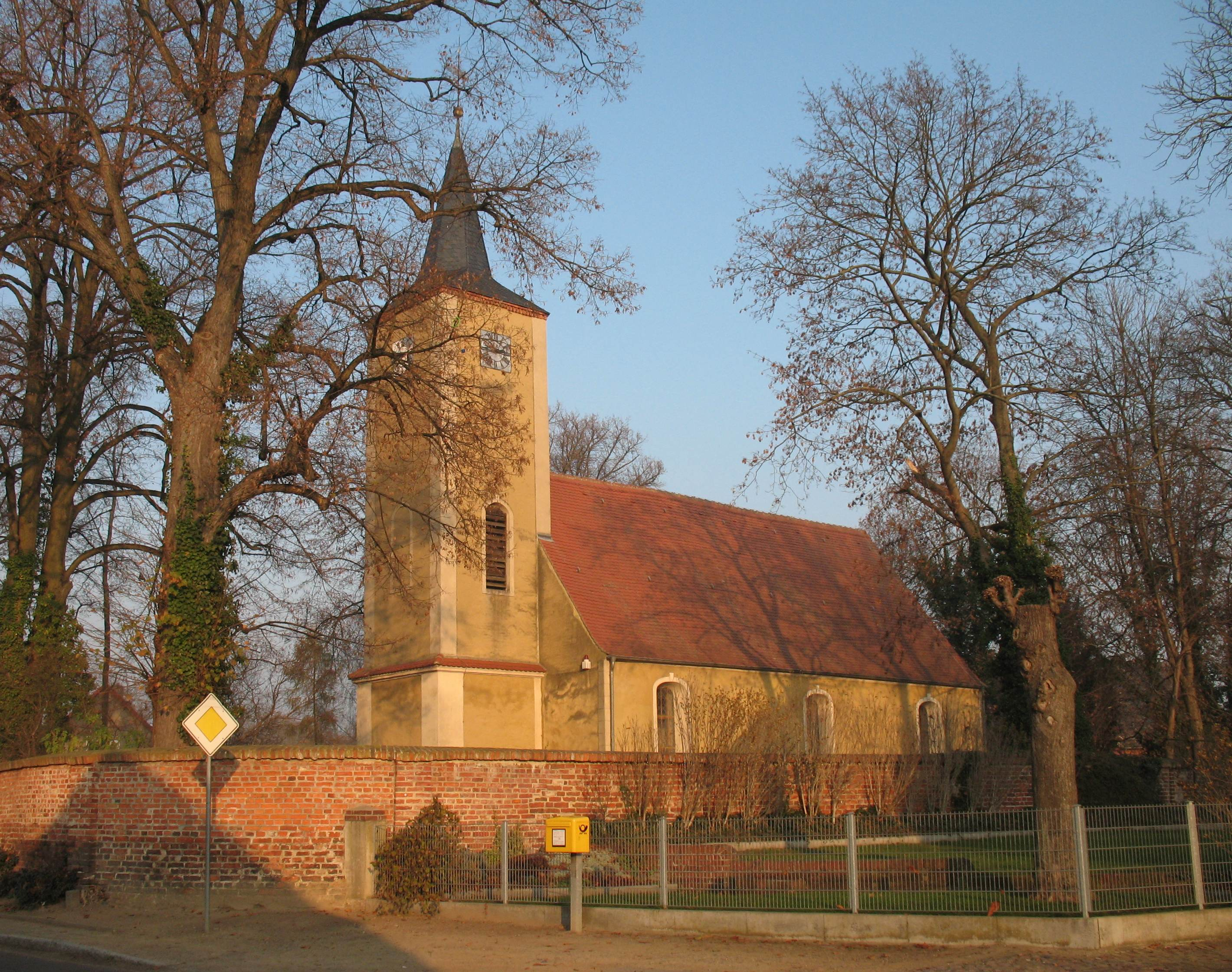
Nhà thờ

Nennhausen là một đô thị thuộc huyện Havelland, bang Brandenburg, Đức.

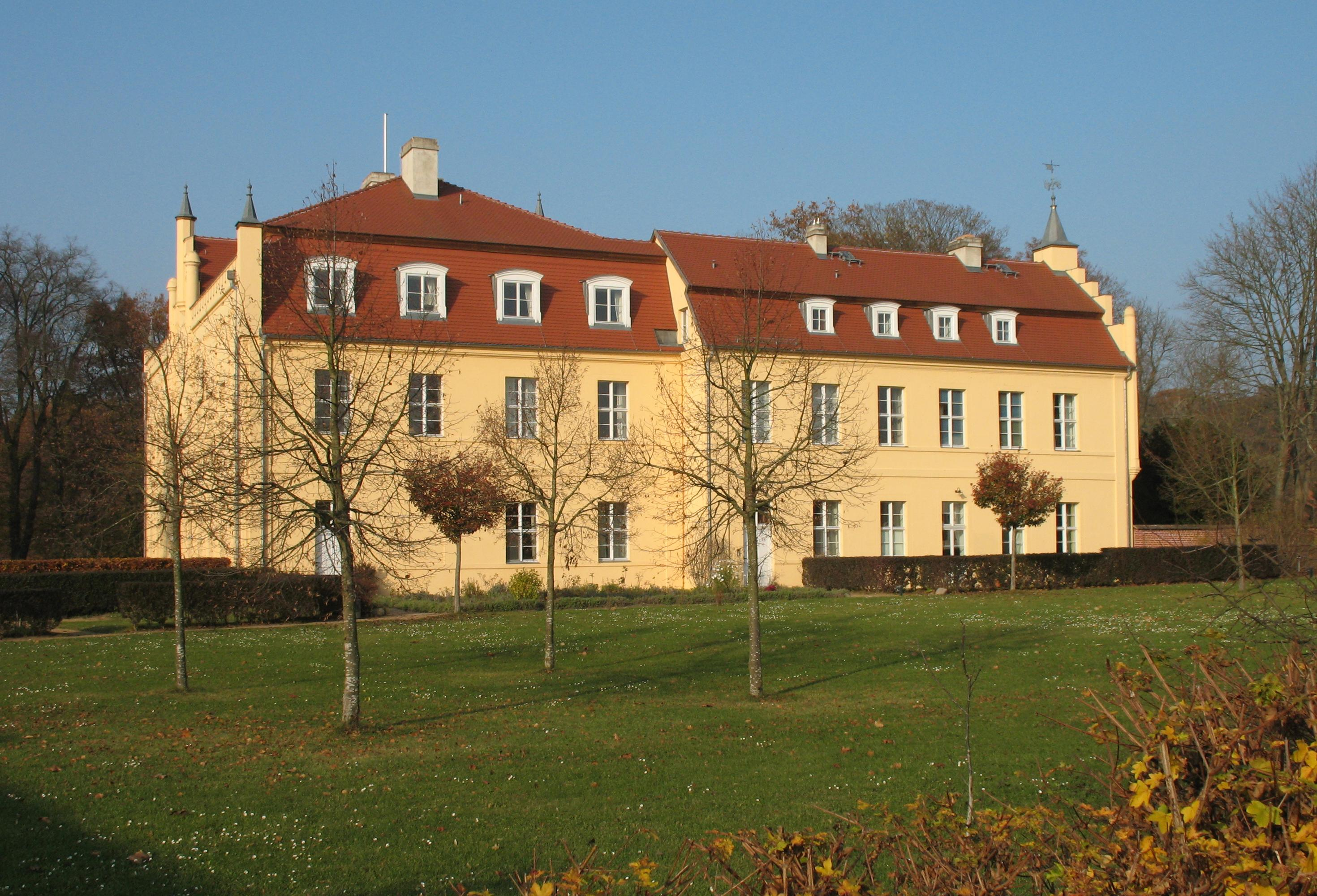

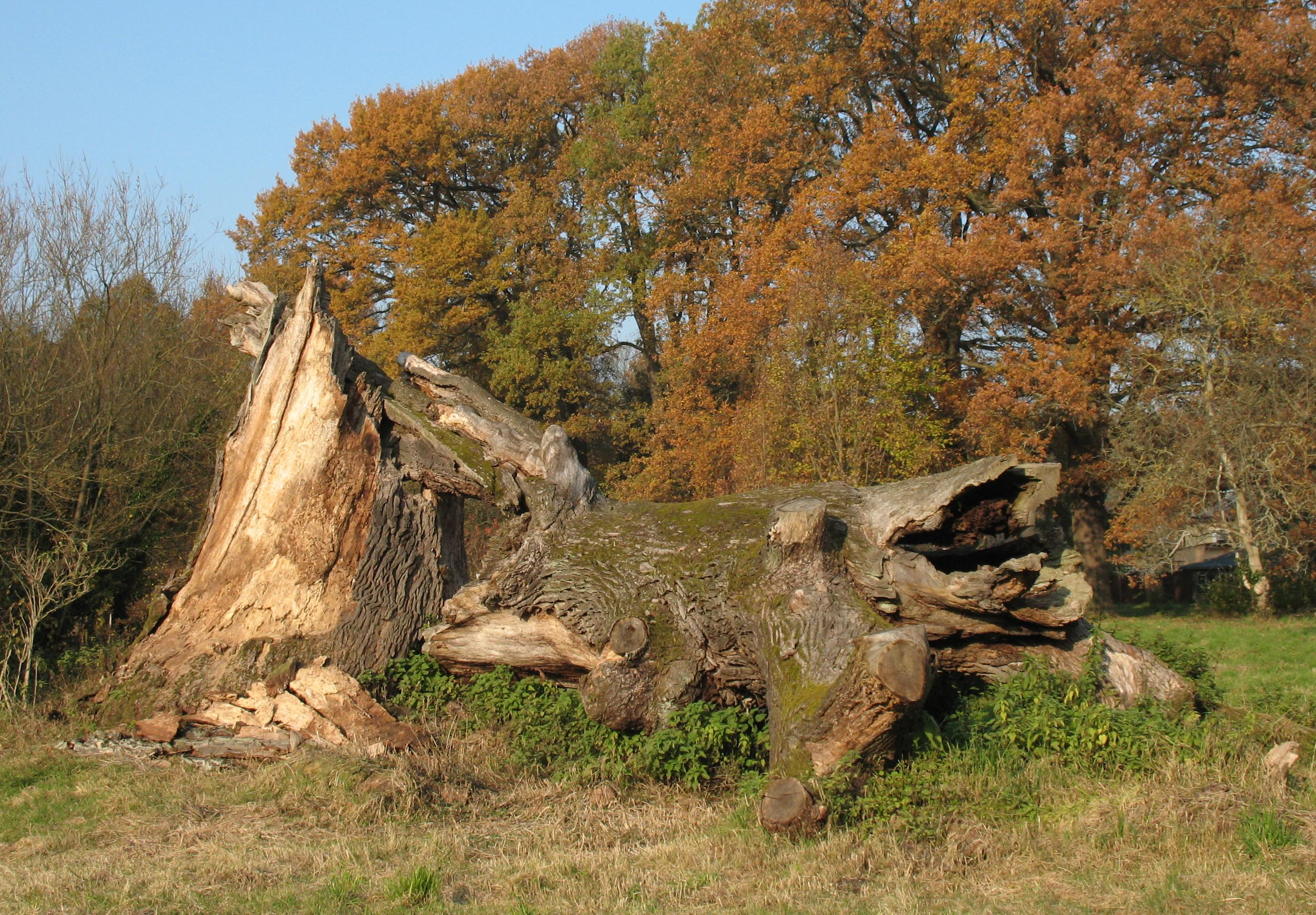

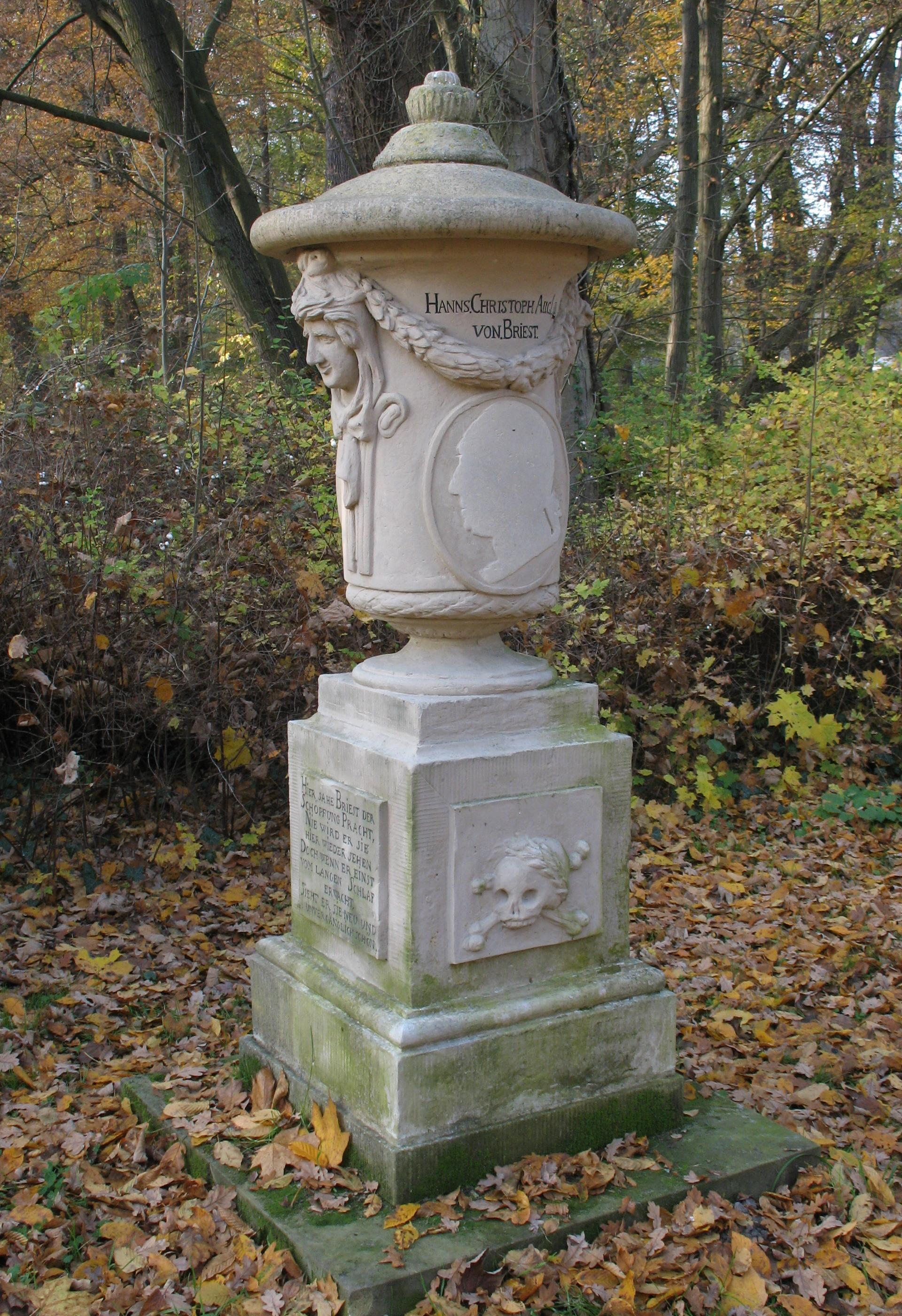